# Блинда, Тадас
Тадас Блинда (лит. Tadas Blinda, 1846, с. Кинчюляй, Тельшяйский уезд, Жемайтия — 22 апреля 1877, Луоке, Тельшяйский уезд) — литовский народный герой, «народный мститель» XIX века. Стал прообразом для популярных книг, пьес, фильмов, его часто сравнивают с Робин Гудом.

## Биография
Родился в зажиточной семье государственных крестьян. В возрасте 20 лет унаследовал от отца-лесника 40 га земли, затем стал сельским старостой. Женился на девушке по имени Барбара, имел трёх дочерей: Еву, Ону/Анну и Марийон/Марьяну (сохранилось свидетельство о браке).
Есть несколько версий относительно того, какое событие стало поворотным моментом в его жизни. По одной, он участвовал в восстании 1863 года и был приговорен к ссылке в Сибирь. По другой, хозяин этих земель, граф Михал-Миколай Огинский, приказал старосте Т. Блинде за что-то выпороть нескольких крестьян, а в ответ на отказ сам ударил Блинду кнутом. Тот выхватил кнут у графа, ударив его, а затем убежал в лес.
Так Тадас оказался вне закона. С группой последователей он скрывался в Бивайнском лесу, занимался конокрадством. Согласно преданию, он часто действовал переодевшись в священника или монаха. Отряд Тадаса действовал в основном на территории Расейняйского, Тельшяйского и Шауляйского уездов Ковенской губернии.
Сторонники Тадаса сравнивали его с Робин Гудом — якобы он забирал деньги и ценности у богатых и раздавал их бедным. Недоброжелатели же утверждали, что он грабил не только господ, но и крестьян. Жизнь и деятельность Тадаса Блинды породили много легенд и преданий, в частности, о спрятанных им в лесах сокровищах.
Подлинные обстоятельства смерти Тадаса долго являлись предметом споров, пока в 1993 году в архивах не обнаружили документы царской жандармерии, из которых следовало, что Блинда, как конокрад, стал жертвой самосуда на Юрьевской ярмарке в городке Луоке 22 апреля 1877 и был похоронен на неосвященной земле, вместе с самоубийцами, в углу местного кладбища. Никаких следов захоронения найти не удалось.
Как утверждали некоторые свидетели, за расправой над Блиндой стоял его давний враг граф Огинский и местные власти.

## Образ Блинды в искусстве

### Кино
Художественный образ Тадаса Блинды впервые появился в 1907 году в пьесе литовских авторов Лаздину Пеледа (под этим псевдонимом скрывались сестры писательницы София и Мария Иванаускайте) и Габриелюса Ландсбергиса-Жямкальниса (родственник известного политика Витаутаса Ландсбергиса) «Блинда, уравниватель мира». В пьесе Блинда был представлен как герой простонародья, сражающегося с польскими землевладельцами и российскими властями, которые тогда правили Литвой. Произведение было восторженно воспринято публикой.
С тех пор история Блинды глубоко укоренилась в литовской народной культуре. В межвоенные времена туристические путеводители описывали городок Луоке как место захоронения «великого уравнивателя мира». Даже в советские времена эту историю использовали — уже в социалистической тональности — в театрах и публикациях.
В 1973 году в Литовской ССР сняли 4-серийный художественный телефильм «Тадас Блинда» (режиссёр Балис Браткаускас, автор сценария Римантас Шавелис, в главной роли Тадаса Блинды — Витаутас Томкус).
В центре сериала, полного сценами рукопашных боев и скачек и снятого в Аукштайтском национальном парке, был образ статного народного вожака — супермена и мачо. Фильм, как и прежде пьеса, имел в Литве большой успех. Исполнитель главной роли еще долго получал письма от зрителей (особенно зрительниц) с требованием «оживить» героя и сделать продолжение фильма. Хотя его выпуск и был одобрен советскими властями, многие зрители воспринимали киноленту как завуалированный намек на деятельность литовских партизан 1940-х и 1950-х годов.
В 2011 году в Литве сняли приквел советского фильма — «Tadas Blinda. Pradzia» (производство Taurus Films/Acme Film).
Сюжет картины: 1861 год, Литва в составе Российской империи. Политические интриги вокруг отмены крепостничества неожиданно перерастают в крестьянский бунт в отдалённом литовском селе. Крепостной Тадас Блинда невольно оказывается в эпицентре событий, возглавив отряд бунтарей.

### Рок-музыка
Судьба Тадаса Блинды один раз была представлена в одноименном рок-мюзикле популярного в Литве исполнителя и композитора Андрюса Мамонтоваса. Дебют мюзикла состоялся в Вильнюсе в 2004 году.

### Масскульт
В программу туристического железнодорожного маршрута по Литве входит «ограбление поезда» Тадасом Блиндой, а местная пивоварня Švyturys-Utenos Alus UAB предлагает пиво марки «Blindos».